# 小川信
小川 信（おがわ まこと、1920年12月31日 - 2004年11月15日）は、日本の日本史学者。日本学士院賞受賞者。國學院大學名誉教授。
専門は日本中世史。室町時代政治史をテーマとし、考証に重きをおいた。晩年、歴史地理的な研究にも取り組んだ。自身が中心となって『久我家文書』編纂・刊行に従事。

## 略歴
東京市に生まれる。1938年暁星中学校卒業。1940年國學院大學予科修了。1942年9月國學院大學史学科卒業。10月応召。後、陸軍少尉に至る。1945年8月シベリア抑留。1948年5月復員。10月埼玉県立浦和高等学校教諭。1949年暁星高等学校講師。1952年麻布高等学校講師。1958年同教諭、國學院大學大学院日本史学専攻修士課程入学。岩橋小彌太・藤井貞文に師事。1965年同博士課程単位取得退学。1967年國學院大學文学部専任講師。1968年同助教授。1973年同教授。1991年國學院大學を定年退職、名誉教授。
1977年5月「初期室町幕府における一門守護の研究」により國學院大學から文学博士の学位を授与される。1980年4月久我家文書編纂委員長（－1988年）。同年6月、佐藤謙三先生記念賞受賞。1981年6月『足利一門守護発展史の研究』により日本学士院賞受賞。
2004年肺炎のため死去。

## 著書

### 単著
- 『山名宗全と細川勝元』人物往来社、1966年
- 『細川頼之』吉川弘文館〈人物叢書〉、1972年
- 『足利一門守護発展史の研究』吉川弘文館、1980年
- 『中世都市「府中」の展開』思文閣出版、2001年

### 編著
- 『論集日本歴史5 室町政権』有精堂、1975年
- 『南北朝百話』立風書房、1991年
- 『中世古文書の世界』吉川弘文館、1991年